# Lienardia rubida
Lienardia rubida é uma espécie de gastrópode do gênero Lienardia, pertencente a família Clathurellidae.